# Dasycottus
Dasycottus is een geslacht van straalvinnige vissen uit de familie van psychrolutiden (Psychrolutidae).

## Soorten
- Dasycottus japonicus Tanaka, 1914
- Dasycottus setiger Bean, 1890